# Маслов, Андрей Михайлович
Андре́й Миха́йлович Ма́слов (род. 21 июля 1955) — российский дипломат. Чрезвычайный и полномочный посол (2016).

## Биография
Окончил МГИМО МИД СССР (1977) и курсы при Российской академии государственной службы при Президенте России (1999). На дипломатической работе с 1977 года. Владеет французским, английским, греческим и итальянским языками.
- В 1977—1981 годах — атташе Посольства СССР в Республике Кипр.
- В 1984—1988 годах — третий секретарь Посольства СССР во Франции.
- В 1992—1997 годах — первый секретарь, советник, старший советник Посольства России в Италии.
- В 1997—2004 годах — заместитель директора Департамента по вопросам безопасности и разоружения МИД России.
- В 2004—2010 годах — советник-посланник Посольства России в Италии.
- С 23 августа 2010 по 16 июня 2014 года — директор Четвёртого европейского департамента МИД России.
- С 16 июня 2014 года — чрезвычайный и полномочный посол Российской Федерации в Греции[1].

## Награды
- Орден Почёта (17 июля 2025) — за вклад в реализацию внешнеполитического курса Российской Федерации и многолетнюю добросовестную дипломатическую службу[2]
- Орден Дружбы (10 сентября 2017) — за большой вклад в реализацию внешнеполитического курса Российской Федерации[3].
- Медаль ордена «За заслуги перед Отечеством» II степени (29 октября 2010) — За большой вклад в реализацию внешнеполитического курса Российской Федерации и многолетнюю добросовестную работу, заслуги в научно-педагогической деятельности и подготовке высококвалифицированных кадров[4].
- Медаль «За укрепление боевого содружества».
- Почётная грамота Министерства иностранных дел Российской Федерации[5].

## Дипломатический ранг
- Чрезвычайный и полномочный посланник 2 класса (24 сентября 2002)[6]
- Чрезвычайный и полномочный посланник 1 класса (29 января 2007)[7]
- Чрезвычайный и полномочный посол (10 февраля 2016)[8].